# Vordersteinberg
Vordersteinberg ist ein Gemeindeteil des Marktes Neubeuern im oberbayerischen Landkreis Rosenheim. Der Ort liegt südlich des Kernortes Neubeuern.
Westlich verläuft die Staatsstraße 2359 und fließen der Breitner Bach und der Inn. Nordöstlich erhebt sich der 729 m hohe Steinberg.

## Sehenswürdigkeiten
In der Liste der Baudenkmäler in Neubeuern ist für Vordersteinberg ein Baudenkmal aufgeführt:
- Die Hofkapelle (Vordersteinberg 1) ist ein historistischer Satteldachbau aus der 2. Hälfte des 19. Jahrhunderts. Das Mitte des 19. Jahrhunderts errichtete Zuhaus ist ein zweigeschossiger Satteldachbau aus teils unverputztem Bruchsteinmauerwerk mit Werkstatt und Außentreppe.